# Кампело Алто (Перуђа)
Кампело Алто је насеље у Италији у округу Перуђа, региону Умбрија.
Према процени из 2011. у насељу је живело 57 становника. Насеље се налази на надморској висини од 507 м.